# Sven Casper Bring
Sven Casper Bring, född 20 augusti 1842 i Lund, död 30 januari 1931 i Uppsala, var en svensk jurist och översättare. Han var son till teologen Ebbe Gustaf Bring samt far till ämbetsmannen Richard Bring och konstnären Maj Bring.
Bring blev vice häradshövding 1870 och var rådman i Uppsala 1885–1910. Bring utförde en rad värdefulla översättningar: Consuelo av George Sand (1893–1894), Tartarins äfventyr bland Alperna av Alphonse Daudet (1897), Dantes Den gudomliga komedin (1913, reviderad upplaga 1928) samt Texterna till Mozarts förnämsta operor (1911). Bring gav också ut Om olika slags öfversättning af Dantes Divina comoedia (1914) och Svenskt ordförråd ordnat i begreppsklasser (1930) som är svensk version av Roget's Thesaurus.
Sven Casper Bring är begravd på Uppsala gamla kyrkogård.

## Priser och utmärkelser
- 1906 – Letterstedtska priset för översättningen av Dantes Den gudomliga komedin